# Saint-Martin-lès-Langres
Saint-Martin-lès-Langres település Franciaországban, Haute-Marne megyében. Lakosainak száma 106 fő (2022. január 1.). Saint-Martin-lès-Langres Beauchemin, Humes-Jorquenay és Saint-Ciergues községekkel határos.

## Népesség
A település népessége az elmúlt években az alábbi módon változott:
| Lakosok száma | 63   | 65   | 66   | 69   | 104  | 107  | 111  | 109  | 108  | 106  |
|               | 1968 | 1982 | 1990 | 2006 | 2013 | 2015 | 2017 | 2019 | 2020 | 2022 |